# Warwick Smith
Warwick Smith (ur. 11 czerwca 1971 w Perth) – szkocki curler, mistrz świata z 1999 i 2006.
Smith zaczął grać w curling w 1984. Pierwszy raz, jako skip, zaprezentował się na Mistrzostwach Świata 1996. Szkocja dotarła do finału, gdzie przegrała 2:6 z Kanadyjczykami (Jeff Stoughton). Po dwóch latach jako trzeci u Davida Smitha miał możliwość sięgnięcia po brąz, jednak zespół przegrał 5:6 mecz przeciwko Finom (Markku Uusipaavalniemi). W MŚ 1999 Szkoci w finale ponownie zmierzyli się z Jeffem Stoughtonem, wynikiem 6:5 złoty medal zdobyli Europejczycy.
W tym samym roku Smith wywalczył kolejny złoty medal, w finale ME 1999 Szkocja pokonała 6:5 Danię (Ulrik Schmidt). W 2002 wystąpił na ZIO, z bilansem 3:6 Wielka Brytania uplasowała się na 7. miejscu. Po dwóch miesiącach Smith wystąpił z inną drużyną, w której był kapitanem, na MŚ. W Bismarck Szkocja zagrała w małym finale, pokonała tam gospodarzy (Paul Pustovar) 5:6. 
Kolejne trzy występy w latach 2002-2004 kończyły się na miejscach 5.-7. Pomimo że Smith był rezerwowym na ME 2005, przywiózł stamtąd brązowy medal. W lutym następnego roku Warwick drugi raz reprezentował Wielką Brytanię na zimowych igrzyskach olimpijskich. W Turynie zespół brytyjski dotarł do fazy play-off, w półfinale przegrali z Finlandią (Markku Uusipaavalniemi) 3:4 i ostatecznie zajęli 4. miejsce po porażce 6:8 w meczu o brąz przeciwko Stanom Zjednoczonym (Pete Fenson).
Szkoci osiągnęli lepszy wynik w odbywających się nieco później MŚ 2006. Zespół Murdocha z pierwszego miejsca awansował do play-offów, w górnym meczu uległ Kanadzie 2:8, zakwalifikował się jednak do finału po pokonaniu Norwegów (Thomas Ulsrud) 6:4. Smith zdobył swój drugi złoty medal MŚ po zrewanżowaniu się Kanadyjczykom (Jean-Michel Ménard) 7:4.
Zespół Warwicka Smitha wygrał Mistrzostwa Szkocji 2007 i wyjechał na MŚ 2007. Szkoci jako obrońcy tytułu zawiedli zajmując odległe 9. miejsce. Sukces na arenie krajowej powtórzył w 2010.
Rolę kapitana na MŚ 2010 objął David Smith. Szkoci awansowali do fazy play-off w pierwszym meczu i meczu o 3. miejsce pokonali Amerykanów (Pete Fenson) 6:4. W półfinale zespołowi Smitha nie udało się zwyciężyć Norwegów (Torger Nergård).
W sezonie 2010/2011 Smith dołączył do nowej ekipy Davida Murdocha.

## Drużyna
|             | Czwarty        | Trzeci         | Drugi          | Otwierający  |
| ----------- | -------------- | -------------- | -------------- | ------------ |
| 2013/2014   | Warwick Smith  | David Smith    | Sandy Reid     | Ross Hepburn |
| 2012/2013   | Warwick Smith  | David Smith    | Alan Smith     | Ross Hepburn |
| 2011/2012   | David Smith    | Warwick Smith  | Craig Wilson   | Ross Hepburn |
| 2010/2011   | David Murdoch  | Warwick Smith  | Glen Muirhead  | Ross Hepburn |
| 2009/2010   | Warwick Smith  | David Smith    | Craig Wilson   | Ross Hepburn |
| 2006/2009   | Warwick Smith  | Craig Wilson   | David Smith    | Ross Hepburn |
| 2005/2006   | David Murdoch  | Ewan MacDonald | Warwick Smith  | Euan Byers   |
| 2003/2005   | Ewan MacDonald | Warwick Smith  | David Hay      | Peter Loudon |
| 2002/2003   | Warwick Smith  | Peter Smith    | Ewan MacDonald | David Hay    |
| MŚ 2002     | Warwick Smith  | Norman Brown   | Ewan MacDonald | Peter Loudon |
| ZIO 2002    | Hammy McMillan | Warwick Smith  | Ewan MacDonald | Peter Loudon |
| ME 2001     | Hammy McMillan | Warwick Smith  | Ewan MacDonald | Norman Brown |
| MŚ, ME 1999 | Hammy McMillan | Warwick Smith  | Ewan MacDonald | Peter Loudon |
| MŚ 1998     | David Smith    | Warwick Smith  | Peter Smith    | David Hay    |
| MŚ 1996     | Warwick Smith  | David Smith    | Peter Smith    | David Hay    |